# Říjen
Říjen je podle gregoriánského kalendáře desátý měsíc v roce. Má 31 dní. Jeho český název se odvozuje od říje. Latinský název October pochází ze slova octo (osm), protože až do roku 153 př. n. l. byl říjen v římském kalendáři osmým měsícem v roce. Tento název se dodnes používá v mnoha evropských jazycích.
Říjen začíná stejným dnem v týdnu jako leden s výjimkou přestupného roku. Podle židovského kalendáře připadá říjen obvykle na měsíce tišri a chešvan.
Astrologicky je Slunce asi první dvě třetiny října ve znamení Vah a zbytek měsíce ve znamení Štíra. V astronomických termínech začíná v souhvězdí Panny a končí v souhvězdí Vah.
Během října se na severní polokouli zkracuje délka dne. Na území České republiky, přesněji na průsečíku 50. rovnoběžky a 15. poledníku, je první říjnový den dlouhý okolo 11 hodin a 38 minut. Slunce vychází přibližně v 7.00 a zapadá v 18.38 hodin středoevropského letního času. Ve většině evropských zemích včetně České republiky poslední říjnovou neděli končí letní čas. V Česku se tak ráno ve 3.00 hodiny středoevropského letního času přechází na 2.00 hodiny středoevropského času. Poslední den v říjnu je kratší o hodinu a 48 minut. Slunce vychází okolo 6.48 a zapadá v 16.38 hodin středoevropského času. Během října nastávají některé meteorické roje, jako například Drakonidy (vrcholí 8. října) nebo Orionidy.
Podle meteorologických měření v pražském Klementinu byla od 18. století nejvyšší říjnová teplota zaznamenána 3. října 2023 (27,8 °C) a nejnižší 31. října 1920 (-7,5 °C). Průměrné říjnové teploty se v letech 1961–1990 pohybovaly od 7,2 do 13,2 °C. Z celého území České republiky byla nejvyšší teplota naměřena 4. října 1929 v Litvínovicích u Českých Budějovic (30,3 °C) a nejnižší 21. října 2009 na Rokytské slati na Šumavě (-19,9 °C). Nejvíce srážek za den spadlo 28. října 1956 v Bedřichově na Jablonecku (128 mm).
Teplotní průměr v říjnových dnech naměřený v Klementinu v letech 1961–1990:
V České republice připadá na říjen státní svátek Den vzniku samostatného československého státu (28. října), který připomíná vznik Československé republiky v roce 1918. Od roku 2019 se také připomíná významný den: Památný den sokolstva (8. října). Ten den v roce 1941 zastupující říšský protektor Reinhard Heydrich rozpustil Českou obec sokolskou a následně v koncentračních táborech zemřely tisíce sokolů. 
Od 19. století první říjnovou neděli končí v bavorském Mnichově Oktoberfest. Němci 3. října slaví Den německé jednoty a připomínají si znovusjednocení Německa v roce 1990. V Rakousku je státní svátek 26. října, kdy si Rakušané připomínají vyhlášení neutrality v roce 1955. V první polovině října jsou každoročně vyhlašováni vítězové Nobelovy ceny, avšak samotné předávání cen se koná až 10. prosince. Některé protestantské církve 31. října slaví Den reformace, který připomíná uveřejnění 95 tezí Martinem Lutherem v roce 1517. Ve stejný den se především v anglosaských zemích slaví původně keltský svátek Halloween.
Podle října jsou pojmenovány některé události, které se v tomto měsíci odehrály. Císař František Josef I. vydal 20. října 1860 tzv. Říjnový diplom, kterým se zřekl absolutistické vlády a zřídil Říšskou radu. Ruský car Mikuláš II. vydal 17. října 1905 (juliánského kalendáře) Říjnový manifest. Šlo o první ruskou ústavu, která lidem zaručovala řadu základních občanských svobod a omezovala dosud absolutistického panovníka. V Rusku 25. října 1917 (juliánského kalendáře) proběhla Říjnová revoluce (dříve také nazývaná Velká říjnová socialistická revoluce). Svrhla prozatímní vládu a k moci se dostali bolševici pod vedením V. I. Lenina. Ve dnech 6.–26. října 1973 proběhla mezi Izraelem, Egyptem a Sýrií jomkipurská válka, nazývaná někdy jako říjnová válka. 

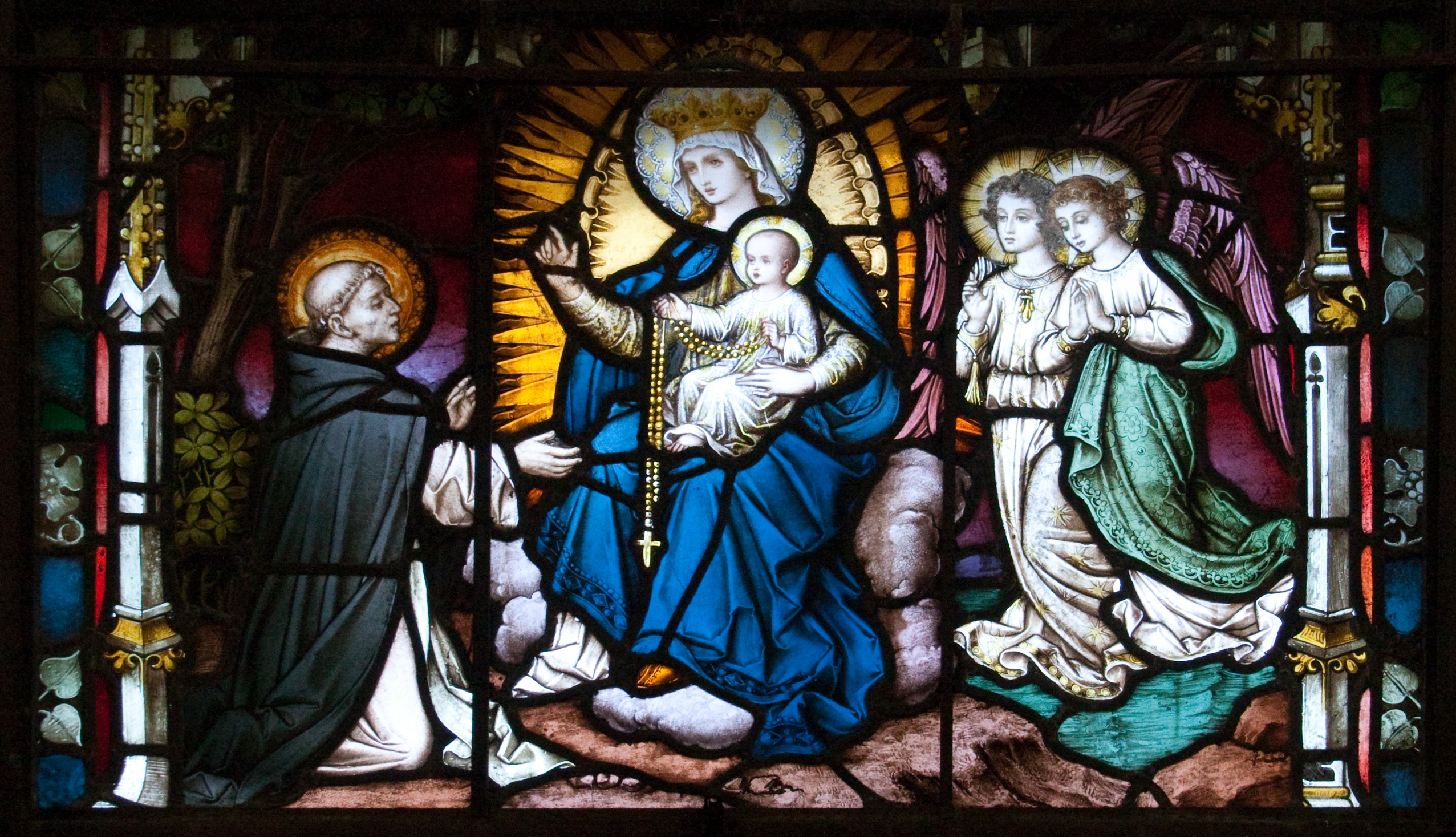
Panna Maria Růžencová, jejíž svátek se slaví v říjnu

V tomto měsíci pokračuje ve střední Evropě podzimní sklizeň a v českých zemích se tradičně slaví posvícení. V katolickém náboženství je říjen věnován Panně Marii Růžencové a Andělu strážnému. Církev přiznávala modlitbě růžence zvláštní účinnost a jejímu společnému recitování i vytrvalé praxi svěřovala obtížné záležitosti". 2. října je svátek Anděla strážného. 7. října je slavnost Panny Marie Růžencové.

## Pranostiky
- Teplý říjen – studený listopad.
- Teplý říjen – studený únor.

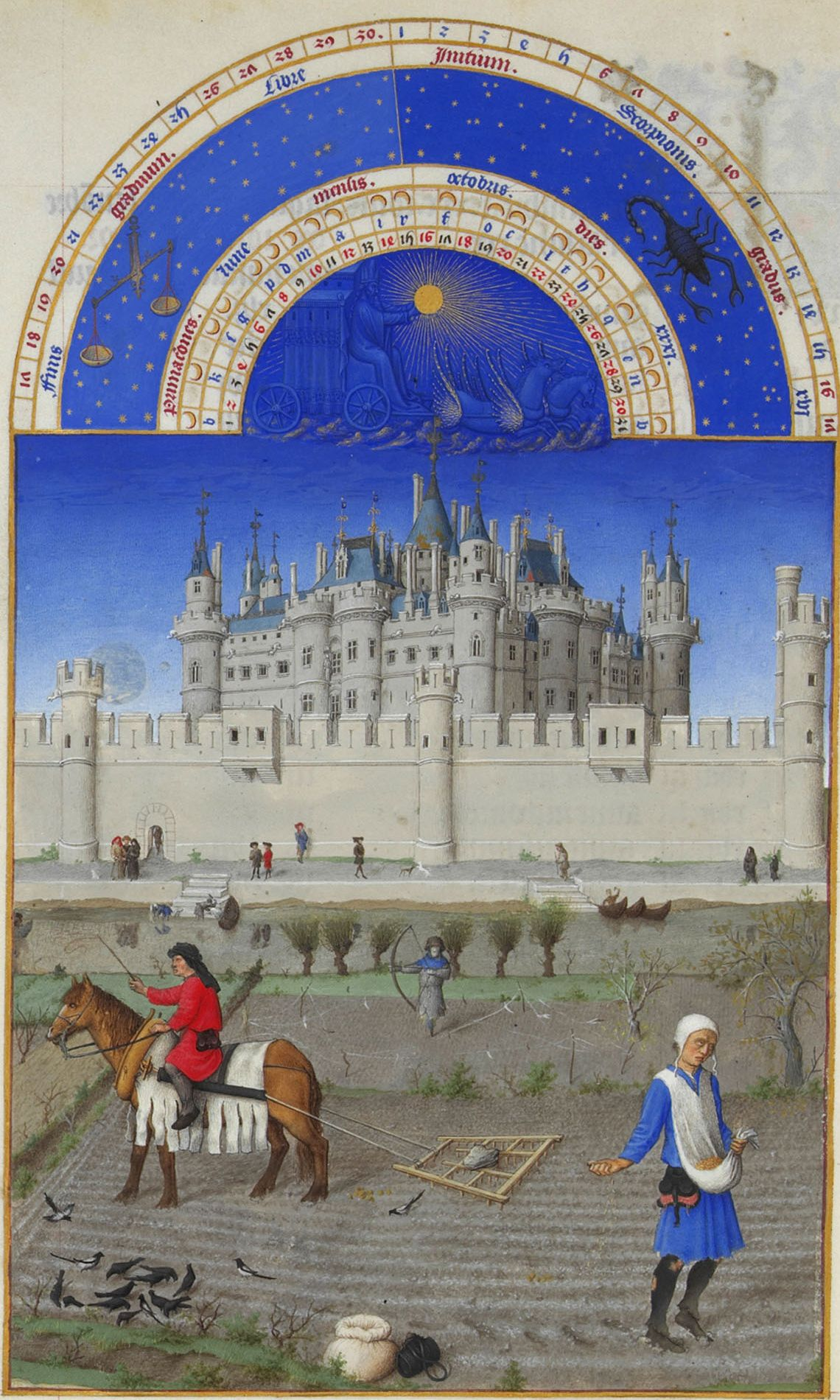
Říjen, Přebohaté hodinky vévody z Berry

- Když Měsíc v pěkném a jasném čase se obnovuje, tedy jesť k doufání pěkné vinobraní.
- Čistý nový Měsíc v říjnu slibuje pěknou vinnou žeň.
- Teplé září – říjen se mračí.
- Září víno vaří, a co nedovaří, říjen dopeče.
- Září víno vaří, říjen mačká hrozen.
- Září víno vaří, říjen víno pijem.
- Po teplém září zle se říjen tváří.
- Touží-li září po roce, bude v říjnu bláta po ose.
- Čím déle vlaštovky u nás v říjnu prodlévají, tím déle pěkné a jasné dny potrvají.
- Divoké husy na odletu – konec i babímu létu.
- Když čečetek nevídati, hotov se na tuhou zimu.
- Když křížový pavouk se v říjnu ukrývá a nevylézá, není daleko do sněhu.
- Je-li říjen velmi zelený, bude zato leden hodně studený.
- Bouřka v říjnu třebas malá, sotva na to zima stálá.
- Říjen když blýská, zima plíská.
- Kolik dní v říjnu uplyne do prvého deště, po tolik dnů bude i v zimě pršeti.
- V říjnu mnoho dešťů, v prosinci mnoho větrů.
- Mlhy v říjnu – sněhy v zimě.
- Studený říjen – zelený leden.
- Co v říjnu zimy přibude, v lednu jí opět ubude.
- V říjnu mráz a větry – leden, únor teplý.
- Mrazy v říjnu – hezky v lednu; krásný říjen – studený leden.
- Vějou-li v říjnu severní větry, nezdaří se obilí.
- Jestli sníh napadne toho měsíce a kolik dní trvati bude, tak stálá bude zima.
- Sněží-li brzy v říjnu, bude mokrá zima.
- Kolikrát tohoto měsíce sněží, tolikráte v budoucí zimě sníh padati má.
- Spadne-li v říjnu listí, bude mokrá zima.
- Když dlouho listí nespadne, tuhá zima se přikrade.
- Čím dříve listí opadne, tím úrodnější příští rok.
- Jestli má dub mnoho ovoce, bývá ráda tuhá a dlouhá zima.
- Když dub hojné ovoce dává, tak má velká zima a množství sněhu býti.
- V říjnu hodně žaludů a bukvic oznamuje zimy víc.
- Když se táhnou ptáci blízko k stavení, bude tuhá zima.
- Říjen a březen rovné jsou ve všem.